# Васильев, Василий Ефимович
Васи́лий Ефи́мович Васи́льев (11 [23] июня 1897, Санкт-Петербург — 22 октября 1981 года, Киев) — советский военный деятель, генерал-лейтенант. Военный атташе в Афганистане (1931—1933), начальник разведотдела Среднеазиатского военного округа (1933—1938), помощник командующего Прикарпатским военного округа (1952—1960).
Член КПСС с января 1918 года.
Владел шестью языками, в том числе хинди.

## Начальная биография
Родился 11 [23] июня 1897 в Санкт-Петербурге в семье рабочих.
С февраля 1908 года работал на Путиловском заводе. С марта 1912 года работал слесарем на заводе Плещеева в Семипалатинском уезде, в мастерской Рябова в Семипалатинске и на заводе Высоцкого в м. Бородулиха.

## Военная служба

### Первая мировая и гражданская войны

В. Васильев, ефрейтор, 1916 год

10 мая 1916 года был призван в ряды Русской императорской армии и направлен рядовым в 3-ю роту лейб-гвардии Петроградского полка. За участие в революционном движении арестован и затем направлен в дисциплинарный батальон на фронт. С ноября того же года учился в учебной команде в составе лейб-гвардии Петроградского полка, по окончании которой в январе 1917 года произведён в ефрейторы, а затем — в унтер-офицеры, после чего назначен командиром взвода в составе 5-й роты.
В феврале 1917 года демобилизован, после чего вернулся на Путиловский завод, где работал слесарем и инструктором военного обучения, а также был агитатором-пропагандистом в частях Петроградского гарнизона. 6 июля за участие в антивоенной демонстрации был арестован, после чего находился в Петроградской крепости, откуда был освобождён 12 августа того же года, после чего с 20 сентября был организатором и помощник командира красногвардейского отряда при Путиловском заводе, в составе которого принимал участие в Октябрьской революции в Петрограде и боевых действиях против войск под командованием П. Н. Краснова.
В конце ноября 1917 года В. Е. Васильев направлен на учёбу на курсы организаторов Красной Гвардии и совдепов в Смольном в Петрограде и в составе группы слушателей этих курсов был направлен в Екатеринбург и Омск с целью создания красногвардейских отрядов, откуда вернулся в апреле, однако в мае вновь направлен в Сибирь, после чего принимал участие в боевых действиях против чехословацкого корпуса в районе Новосибирска, после оставления которого В. Е. Васильев переведён в Омск, где в течение двух месяцев работал токарем в мастерских Омской железной дороги.
В марте 1919 года сформировал Солоновский партизанский отряд, командиром которого и был назначен, затем служил командиром батальона, с июня — командиром 4-го партизанского полка, а с октября — командиром 15-го полка в составе Волчанской бригады (IV Крестьянский корпус, Кокчетавская группа) и принимал участие в боевых действиях против войск под командованием А. В. Колчака, А. И. Дутова и Б. В. Анненкова.
В марте 1920 года В. Е. Васильев назначен на должность помощника военкома 5-го а в марте — на должность военкома 35-го запасных полков. Вскоре 35-й запасной полк был переименован в 261-й стрелковый полк в составе 29-й стрелковой дивизии, после чего в период с апреля по май 1921 года военком В. Е. Васильев принимал участие в боевых действиях против войск под командованием А. С. Бакича и Б. В. Анненкова. В июне переведён на должность военкома в 255-й стрелковый полк в составе той же дивизии, а в октябре — на ту же должность в 85-ю стрелковую бригаду, преобразованную вскоре в полк.

### Межвоенное время
После окончания войны продолжил служить военкомом 85-го стрелкового полка, с сентября 1923 года — военкомом и помощником командира и командиром батальона 87-го стрелкового полка, а с февраля 1924 года — командиром батальона в составе того же полка.
В. Е. Васильев в мае 1924 года направлен на учёбу на подготовительный курс Военной академии имени М. В. Фрунзе, а в августе 1925 года зачислен слушателем основной курс этой же академии, после окончания которого 15 августа 1928 года назначен на должность командира и военкома 4-го стрелкового Туркестанского полка (2-я Туркестанская стрелковая дивизия, Среднеазиатский военный округ) и принимал участие в боевых действиях против басмачества.
23 ноября 1930 года назначен военным атташе при полпредстве СССР в Афганистане, однако с 1 августа 1933 года освобождён с занимаемой должности, после чего находился в распоряжении Главного управления РККА и в сентябре назначен главой резидентуры «A3» разведуправления штаба РККА, а в ноябре того же года — начальником 4-го (разведывательного) отдела штаба Среднеазиатского военного округа.
10 февраля 1938 года полковник Василий Ефимович Васильев арестован органами НКВД как «резидент английской разведки и участник военно-троцкистского заговора», а приказом НКО от 24 апреля уволен из армии по ст. 44 п. «в». Осуждён по «сталинскому списку» от 12 сентября 1938 года, отнесён к 1-й категории (подлежащих расстрелу), однако приговором Военного трибунала Среднеазиатского военного округа расстрел был заменён на 15 лет ИТЛ с конфискацией имущества.

### Великая Отечественная война
С началом войны продолжил находиться в заключении.
Определением Военной коллегии Верховного Суда СССР от 25 сентября 1943 года по протесту прокурора СССР Василий Ефимович Васильев был оправдан и освобождён из-под стражи и приказом Главного управления кадров НКО от 4 декабря того же года восстановлен в кадрах РККА и затем направлен в распоряжение Военного Совета 2-го Украинского фронта, где 16 января 1944 года назначен на должность заместителя командира 66-й гвардейской стрелковой дивизии, которая принимала участие в ходе Корсунь-Шевченковской операции.
14 февраля 1944 года полковник В. Е. Васильев был переведён на должность командира 138-й стрелковой дивизии, которая вела боевые действия в районе Корсунь-Шевченковского, после чего с конца февраля находилась в резерве Ставки Верховного Главнокомандования. В сентябре дивизия под командованием полковника В. Е. Васильева передана в состав 17-го гвардейского стрелкового корпуса (4-й Украинский фронт), после чего принимала участие в ходе Карпатско-Ужгородской, Дебреценской, Западно-Карпатской, Моравско-Остравской и Пражской наступательных операций.
За время войны комдив Васильев был шесть раз персонально упомянут в благодарственных приказах Верховного Главнокомандующего.
Участник Парада Победы 24 июня 1945 года в Москве на Красной площади.

### Послевоенная карьера
9 июля 1945 года назначен на должность командира 50-й стрелковой дивизии в составе Северной группы войск и в августе передислоцированной в Львовский военный округ.
7 июня 1946 года переведён на должность командира 27-й механизированной дивизии (Прикарпатский военный округ), в сентябре 1948 года — на должность командира 73-го Силезского стрелкового корпуса, 6 августа 1952 года — на должность помощника командующего Прикарпатского военного округа, а в июле 1954 года — на должность помощника командующего — начальника отдела боевой подготовки этого же округа.
В октябре — ноябре 1956 года из-за событий в Венгерской народной республике В. Е. Васильев возглавлял оперативную группу Прикарпатского военного округа.
Генерал-лейтенант Василий Ефимович Васильев 20 апреля 1960 года вышел в отставку. После отставки по состоянию здоровья и выхода на пенсию жил в Киеве в Печерском районе на бульваре Дружбы народов, 21.
Член Киевского горкома компартии. Глава Совета старых большевиков при областном Доме офицеров и киевском филиале Центрального музея В. И. Ленина. Член совета при республиканском товариществе «Знание» (укр. «Знання»). Почётный работник завода «Арсенал». Делегат XXV съезда КПСС и XXIV съезда КПУ.
Умер 22 октября 1981 года в больнице «Феофания». Похоронен на Байковом кладбище Киева.

## Семья
- Отец — Ефим Иванович Васильев (ум. 1939 г.), слесарь механического завода «Э. Тильманс и К°» (металлообрабатывающий завод братьев Тильманс), революционер-связной, за участие в забастовках 1905 года сослан в Минусинский край, откуда бежал и осел с семьёй в селе Богословка Омского уезда.
- Мать — Наталья Фёдоровна Васильева (ум. 1942 г.).
- Первая жена — Анна Николаевна была репрессирована с двумя детьми в 1938 году, после ареста Васильева. Погибла в начале 1940-х годов в лагере близ посёлка Большая Мурта Красноярского края, где сидела вместе со второй женой разведчика Рихарда Зорге — Е. Максимовой[6].
- Вторая жена — Александра Георгиевна Васильева (урождённая — Гритчина) (1919—1997 гг.). С 1941 по 1945 год — старший лейтенант медслужбы, ветеран Великой Отечественной войны. Дочь — Ирина (род. 1957 г.), преподаватель философии.

Васильев В. Е. приходится племянником Васильеву Антону Ефимовичу — первому «красному директору» Путиловского завода.

## Воинские звания
- Ефрейтор (5 августа 1916года);
- Унтер-офицер;
- Краском;
- Полковник (1938 год)
- Генерал-майор (11 июля 1945 года)[9];
- Генерал-лейтенант (3 августа 1953 года)[10].

## Награды
СССР
- Два ордена Ленина (в том числе 21 февраля 1945 года[11]);
- Орден Октябрьской Революции[источник не указан 1229 дней];
- Четыре ордена Красного Знамени (10 октября 1944 года[12], 3 ноября 1944 года[11], , 22 февраля 1945 года[13], 15 ноября 1950 года[11]);
- Орден Суворова 2 степени (30 июня 1945 года[14]);
- Орден Кутузова 2 степени (18 декабря 1956 года)[2];
- Орден Трудового Красного Знамени Узбекской ССР (27 февраля 1933 года)[2];
- Орден Красной Звезды (1967 г.)[15];
- Медаль «За победу над Германией в Великой Отечественной войне 1941—1945 гг.»;
- Медаль «За освобождение Праги»;
- Медаль «Ветеран Вооружённых Сил СССР»;
- Юбилейная медаль «XX лет Рабоче-Крестьянской Красной Армии»;
- медаль «Двадцать лет Победы в Великой Отечественной войне 1941—1945 гг.»;
- медаль «Тридцать лет Победы в Великой Отечественной войне 1941—1945 гг.»;
- медаль «40 лет Вооружённых Сил СССР»;
- медаль «50 лет Вооружённых Сил СССР»;
- медаль «60 лет Вооружённых Сил СССР»;
- Медаль «За воинскую доблесть. В ознаменование 100-летия со дня рождения В. И. Ленина»;
- Медаль «Партизану Отечественной войны»[источник не указан 1229 дней].

Российская империя
- Георгиевский крест 4-й степени за храбрость (4 августа 1916 года).[источник не указан 1229 дней]

Иностранные награды
- Орден Красной Звезды (ЧССР) (вариант до 1960 г.)
- Медаль «За укрепление дружбы по оружию» (ЧССР) серебряной степени (1970 г.[16])
- Орден Тудора Владимиреску II степени (СРР)
- Крест Храбрых (ПНР).

Приказы (благодарности) Верховного Главнокомандующего, в которых отмечен В. Е. Васильев:
- За овладение городами Вадовице, Спишска-Нова-Вес, Спишска-Стара-Вес и Левоча — важными узлами коммуникаций и опорными пунктами обороны немцев. 27 января 1945 года. № 260.
- За овладение крупным административным центром Чехословакии городом Попрад — важным узлом коммуникаций и опорным пунктом обороны противника. 28 января 1945 года. № 263.
- За овладение городом Ружомберок — важным узлом дорог и опорным пунктом обороны немцев на реке Ваг в Чехословакии. 5 апреля 1945 года. № 332.
- За овладение городом Моравска-Острава — крупным промышленным центром и мощным опорным пунктом обороны немцев в Чехословакии и городом Жилина — важным узлом дорог в полосе Западных Карпат. 30 апреля 1945 года. № 353.
- За овладение городами Богумин, Фриштат, Скочув, Чадца и Великая Битча — важными узлами дорог и сильными опорными пунктами обороны немцев в полосе Западных Карпат. 1 мая 1945 года. № 356.
- За овладение городом и крупным железнодорожным узлом Оломоуц — важным опорным пунктом обороны немцев на реке Морава. 8 мая 1945 года. № 365.

## Фильмография
- 1976 — «С Лениным в сердце» — (документальный) киностудия «Укркинохроника», режиссёр А. А. Слесаренко, автор сценария Б. Хандрос — главная роль.
- 1976 — «Наша биография. Год 1919.» — телепередача, Главная редакция программ для молодёжи ЦТ, режиссёры: А. Корвяков, А. Монастырёв — интервью.